# Okręg wyborczy nr 76 do Sejmu Polskiej Rzeczypospolitej Ludowej (1989–1991)
Okręg wyborczy nr 76 do Sejmu Polskiej Rzeczypospolitej Ludowej (1989–1991) obejmował Kutno oraz gminy Bedlno, Daszyna, Dąbrowice, Dobrzelin, Gąbin, Gostynin, Góra Świętej Małgorzaty, Iłów, Kiernozia, Krośniewice, Krzyżanów, Kutno (gmina wiejska), Łanięta, Łąck, Łęczyca, Nowe Ostrowy, Nowy Duninów, Oporów, Pacyna, Sanniki, Słubice, Strzelce, Szczawin Kościelny, Witonia i Żychlin (województwo płockie). W ówczesnym kształcie został utworzony w 1989. Wybieranych było w nim 4 posłów w systemie większościowym.
Siedzibą okręgowej komisji wyborczej było Kutno.

## Wybory parlamentarne 1989

### Mandat nr 290 –Polska Zjednoczona Partia Robotnicza
| Kandydat | I tura | I tura | II tura | II tura |
| Kandydat | Głosów | %      | Głosów  | %       |
| --- | ------ | ------ | ------- | ------- |
| Janina Kuś | 9562   | 11,90  | 19 327  | 53,31   |
| Andrzej Stelmaszewski                                                                                         | 8862   | 11,03  | 10 727  | 29,59   |
| Henryk Lesiak                                                                                                 | 7861   | 9,78   | —       | —       |
| Karol Podleśny                                                                                                | 5555   | 6,91   | —       | —       |
| Andrzej Szczepański                                                                                           | 4065   | 5,06   | —       | —       |
| Michał Wojnarowski                                                                                            | 4052   | 5,04   | —       | —       |
| Ryszard Szmaja                                                                                                | 3328   | 4,14   | —       | —       |
| Liczba głosów ważnych: 80 351 (I tura) • 36 252 (II tura) Źródło: Państwowa Komisja Wyborcza I tura i II tura |        |        |         |         |

### Mandat nr 291 –Zjednoczone Stronnictwo Ludowe
| Kandydat | I tura | I tura | II tura | II tura |
| Kandydat | Głosów | %      | Głosów  | %       |
| --- | ------ | ------ | ------- | ------- |
| Zygmunt Kaliński                                                                                              | 14 079 | 16,86  | 12 088  | 33,50   |
| Waldemar Pawlak                                                                                               | 13 767 | 16,49  | 20 208  | 56,01   |
| Bogusław Balcerzak                                                                                            | 7353   | 8,81   | —       | —       |
| Tadeusz Chudzyński                                                                                            | 6193   | 7,42   | —       | —       |
| Karol Trzaskalski                                                                                             | 5795   | 6,94   | —       | —       |
| Liczba głosów ważnych: 83 495 (I tura) • 36 082 (II tura) Źródło: Państwowa Komisja Wyborcza I tura i II tura |        |        |         |         |

### Mandat nr 292 – bezpartyjny
| Kandydat                                                         | Głosów | %     |
| ---------------------------------------------------------------- | ------ | ----- |
| Zbigniew Kamiński                                                | 63 679 | 70,08 |
| Elżbieta Lewandowska                                             | 11 927 | 13,13 |
| Helena Galus                                                     | 9084   | 10,00 |
| Liczba głosów ważnych: 90 873 Źródło: Państwowa Komisja Wyborcza |        |       |

### Mandat nr 452 –Stowarzyszenie „Pax”
| Kandydat                                                         | Głosów | %     |
| ---------------------------------------------------------------- | ------ | ----- |
| Ziemowit Gawski                                                  | 14 086 | 39,10 |
| Józef Wołkowski                                                  | 11 161 | 30,98 |
| Liczba głosów ważnych: 36 028 Źródło: Państwowa Komisja Wyborcza |        |       |